# Abubakr Barry
Abubakr Barry (Banjul, 2 luglio 2000) è un calciatore gambiano, centrocampista dell'Austria Vienna e della nazionale gambiana.

## Biografia
È fratello minore di Hamza Barry, a sua volta calciatore professionista.

## Carriera

### Club
Barry è cresciuto nella Superstar Academy ed ha trascorso i primi anni di carriera in Israele, dove per cinque stagioni consecutive ha giocato in prestito in differenti squadre di Liga Leumit, ovvero Hapoel Nof HaGalil, Hapoel Kfar Shalem, Hapoel R. HaSharon, Hapoel Kfar Saba e Bnei Yehuda.
Il 29 giugno 2024 è stato acquistato a titolo definitivo dall'Austria Vienna.

### Nazionale
Ha debuttato con la  nazionale gambiana il 15 novembre 2024 nell'incontro di qualificazione per la Coppa d'Africa 2025 perso 2-1 contro le Comore.

## Statistiche

### Presenze e reti nei club
Statistiche aggiornate al 18 novembre 2024.
| Stagione        | Squadra            | Campionato      | Campionato | Campionato | Coppe nazionali | Coppe nazionali | Coppe nazionali | Coppe continentali | Coppe continentali | Coppe continentali | Altre coppe | Altre coppe | Altre coppe | Totale | Totale | Totale |
| Stagione        | Squadra            | Comp            | Pres       | Reti       | Comp            | Pres            | Reti            | Comp               | Pres               | Reti               | Comp        | Pres        | Reti        | Pres   | Reti   |        |
| --------------- | ------------------ | --------------- | ---------- | ---------- | --------------- | --------------- | --------------- | ------------------ | ------------------ | ------------------ | ----------- | ----------- | ----------- | ------ | ------ | ------ |
| 2019-2020       | Hapoel Nof HaGalil | LL              | 8          | 1          | CI+TC           | 1+0             | 0               | -                  | -                  | -                  | -           | -           | -           | 9      | 1      |        |
| 2020-2021       | Hapoel Kfar Shalem | LL              | 24         | 1          | CI+TC           | 3+0             | 0               | -                  | -                  | -                  | -           | -           | -           | 27     | 1      |        |
| 2021-2022       | Hapoel R. HaSharon | LL              | 30         | 3          | CI+TC           | 0               | 0               | -                  | -                  | -                  | -           | -           | -           | 30     | 3      |        |
| 2022-2023       | Hapoel Kfar Saba   | LL              | 31         | 0          | CI+TC           | 2+0             | 0               | -                  | -                  | -                  | -           | -           | -           | 33     | 0      |        |
| 2023-2024       | Bnei Yehuda        | LL              | 32         | 9          | CI+TC           | 1+0             | 0               | -                  | -                  | -                  | -           | -           | -           | 33     | 9      |        |
| 2024-2025       | Austria Vienna     | BL              | 11         | 0          | CA              | 3               | 0               | UCL                | 2                  | 1                  | -           | -           | -           | 16     | 1      |        |
| Totale carriera | Totale carriera    | Totale carriera | 136        | 14         |                 | 10              | 0               |                    | 2                  | 1                  |             | -           | -           | 148    | 15     |        |

### Cronologia presenze e reti in nazionale
| Cronologia completa delle presenze e delle reti in nazionale ― Gambia | Cronologia completa delle presenze e delle reti in nazionale ― Gambia | Cronologia completa delle presenze e delle reti in nazionale ― Gambia | Cronologia completa delle presenze e delle reti in nazionale ― Gambia | Cronologia completa delle presenze e delle reti in nazionale ― Gambia | Cronologia completa delle presenze e delle reti in nazionale ― Gambia | Cronologia completa delle presenze e delle reti in nazionale ― Gambia | Cronologia completa delle presenze e delle reti in nazionale ― Gambia |
| Data                                                                  | Città                                                                 | In casa                                                               | Risultato                                                             | Ospiti                                                                | Competizione                                                          | Reti                                                                  | Note                                                                  |
| --------------------------------------------------------------------- | --------------------------------------------------------------------- | --------------------------------------------------------------------- | --------------------------------------------------------------------- | --------------------------------------------------------------------- | --------------------------------------------------------------------- | --------------------------------------------------------------------- | --------------------------------------------------------------------- |
| 15-11-2024                                                            | Berkane                                                               | Gambia                                                                | 1 – 2                                                                 | Comore                                                                | Qual. Coppa d'Africa 2025                                             | -                                                                     | 68’                                                                   |
| 18-11-2024                                                            | Radès                                                                 | Tunisia                                                               | 0 – 1                                                                 | Gambia                                                                | Qual. Coppa d'Africa 2025                                             | -                                                                     | 71’ 83’                                                               |
| 20-3-2025                                                             | Abidjan                                                               | Gambia                                                                | 3 – 3                                                                 | Kenya                                                                 | Qual. Mondiali 2026                                                   | -                                                                     | 65’                                                                   |
| 24-3-2025                                                             | Abidjan                                                               | Costa d'Avorio                                                        | 1 – 0                                                                 | Gambia                                                                | Qual. Mondiali 2026                                                   | -                                                                     | 78’                                                                   |
| Totale                                                                |                                                                       | Presenze                                                              | 4                                                                     |                                                                       | Reti                                                                  | 0                                                                     |                                                                       |